# 미더덕
미더덕(영어: stalked sea squirt)은 측성해초목 미더덕과에 속하는 무척추동물이다.

## 형태
몸은 굵은 곤봉 모양이고, 성숙한 개체는 긴 자루의 끝을 바닷속의 바위에 부착시키고 거꾸로 매달려 산다. 몸길이 5~10cm 정도이다. 입수공(入水孔)과 출수공(出水孔)이 몸의 앞쪽 끝에 있는데, 입수공은 배쪽으로 약간 굽어 있고 출수공은 앞쪽을 향해 있다. 어린 개체에서는 자루 부분이 아주 짧아 구별이 불명확하고, 성숙한 개체에서는 자루가 긴 편이나 몸길이의 1/2을 넘지 못한다. 외피는 가죽 모양이며 어떤 부분에서는 0.5mm의 두께이다. 몸의 아랫부분 또는 자루부분의 표면에는 불규칙한 주름이 있으며, 앞부분에는 가로주름 또는 불규칙한 홈이 나 있다. 특히 양 수공 가까이에 불규칙한 돌기가 많이 있다. 몸의 색깔은 이들이 사는 바다 밑바닥에 따라 다른데, 보통 황갈색에서 회갈색 또는 노란색을 띤다. 암수한몸으로 정낭은 작고 둥글고 난소 사이를 메우며 난소가 있는 부위를 차지한다.
아종인 상칭미더덕(Styela clava symmetrica)은 한국(제주도)과 일본에만 서식한다.

## 식용
한국에서는 미더덕을 유사종인 오만둥이와 함께 식용으로 쓴다. 한국의 연간 미더덕 어획량은 약 3000톤에 달한다.

## 제철
한국에서 미더덕이 가장 맛있는 시기는 4월부터 5월 사이이다.